# جاست کاز (مجموعه بازی)
جاست کاز (به انگلیسی: Just Cause) یک مجموعه بازی ویدئویی اکشن-ماجرایی است که توسط استودیو آوالانچ توسعه یافته‌است. این مجموعه شامل ۴ قسمت با عنوان‌های جاست کاز، جاست کاز ۲،جاست کاز ۳ و جاست کاز ۴ می‌باشد. طراحی بازی در فضایی جهان باز و در مناطق گرمسیری روایت می‌شود.
نام مجموعه برگرفته از جنگ واقعی حمله ایالات متحده آمریکا به پاناما، با نام کد پایه «آپوریشن جاست کاز» است.

## نسخه‌ها
| عنوان      | سال  | کنسول                             | کامپیوتر          | ناشر         |
| ---------- | ---- | --------------------------------- | ----------------- | ------------ |
| جاست کاز   | ۲۰۰۷ | پلی‌استیشن ۲، اکس‌باکس، اکس‌باکس ۳۶۰ | مایکروسافت ویندوز | آیدوس        |
| جاست کاز ۲ | ۲۰۱۰ | پلی‌استیشن ۳، اکس‌باکس ۳۶۰          | مایکروسافت ویندوز | آیدوس        |
| جاست کاز ۳ | ۲۰۱۵ | پلی‌استیشن ۴، اکس‌باکس وان          | مایکروسافت ویندوز | اسکوئر انیکس |
| جاست کاز ۴ | ۲۰۱۸ | پلی‌استیشن ۴،اکس‌باکس وان           | مایکروسافت ویندوز | اسکوئر انیکس |